# Wimsheim
Wimsheim là một thị xã nằm ở huyện Enz, thuộc bang Baden-Württemberg, Đức.